# Aleksander Krzysztof Naruszewicz
Aleksander Krzysztof Naruszewicz herbu Wadwicz (zm. 21 czerwca 1668 roku w Warszawie) – podkanclerzy litewski od 1658, pisarz wielki litewski od 1654, starosta lidzki w 1646 roku, rzeżycki w 1658 roku, wójt jakowski w 1656 roku.
Syn Krzysztofa,podskarbiego wielkiego litewskiego i Elżbiety z Szymkiewiczów. Poślubił córkę Pawła Jana Sapiehy, wojewody wileńskiego i hetmana wielkiego litewskiego.
Spokrewniony z licznymi rodami przez małżeństwa swych córek. Z rodem Paców przez małżeństwo córki z Piotrem Michałem, starostom żmudzkim oraz z rodem Chodkiewiczów, z Jerzym Karolem, oboźnym Wielkiego Księstwa Litewskiego.
W 1631 roku zapisał się na wydział filozofii uniwersytetu w Ingolsztacie, następnie w 1632 roku na Uniwersytet w Padwie i Bolonii w 1633 roku.
W 1648 roku był elektorem Jana II Kazimierza Wazy z województwa wileńskiego, podpisał jego pacta conventa.
Poseł na sejm zwyczajny 1654 roku, poseł sejmiku nowogródzkiego na sejm nadzwyczajny 1654 roku.
W 1655 roku wyznaczony został przez sejm na posła do Szwecji, gdzie spotkał się z Karolem X Gustawem. Wraz z Janem Leszczyńskim brał udział w wielkim poselstwie do Sztokholmu w 1655 roku.
W 1661 roku otrzymał ze skarbu francuskiego 12 000 liwrów, tak dla jego osoby, jak dla użycia na sześciu sejmikach litewskich oraz 6000 liwrów,  z których: 3000 dla starosty żmudzkiego a 3000 dla dwóch posłów ziemi żmudzkiej.